# آرویدسیور
آرویدسیور (به سوئدی: Arvidsjaur) یک منطقهٔ مسکونی در سوئد است که در بخش آرویدسیور واقع شده‌است. آرویدسیور ۴٫۶۷ کیلومتر مربع مساحت و ۴٬۶۳۵ نفر جمعیت دارد.